# Priolepis goldshmidtae
Priolepis goldshmidtae es una especie de peces de la familia de los gobíidos en el orden de los Perciformes.

## Morfología
Los machos pueden llegar a alcanzar los 31,8 cm de longitud total.

## Distribución geográfica
Se encuentra en Israel.

## Observaciones
Es inofensivo para los humanos.